# Хундризер, Эмиль

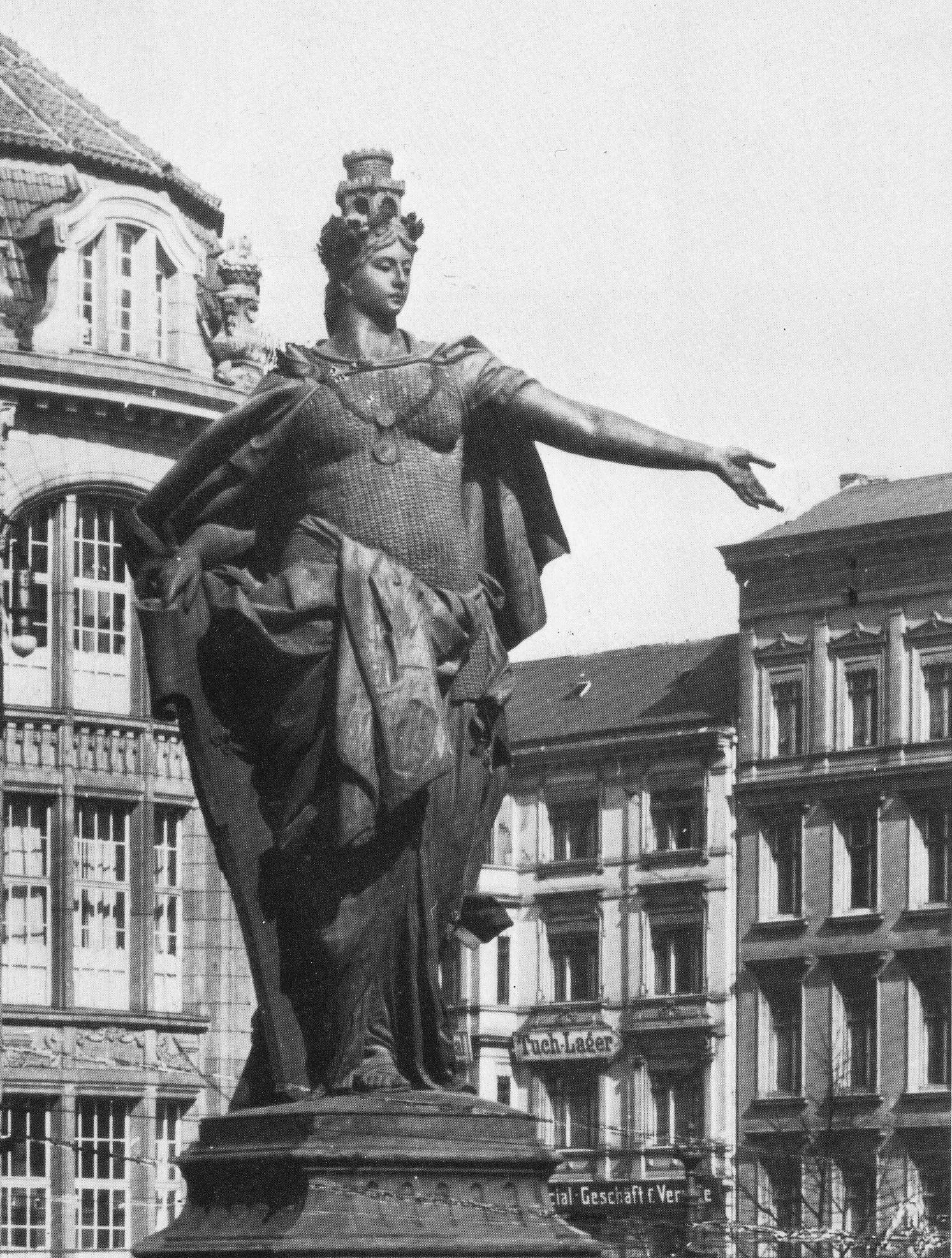
Статуя «Беролина»

Эми́ль Ри́хард Хундри́зер (нем. Emil Hundrieser; 13 января 1846, Кёнигсберг — 30 января 1911, Берлин) — немецкий скульптор.
В 1865—1868 годах Хундризер обучался в Прусской академии художеств в Берлине и работал впоследствии в мастерской своего учителя скульптора Рудольфа Зимеринга. На творчество Эмиля Хундризера также оказал влияние Рейнгольд Бегас.
Прежде чем окончательно обосноваться в Берлине, Хундризер много путешествовал по Франции, Бельгии и Австрии.
В 1892 году Хундризер был принят в члены Прусской академии художеств, а в 1895 году получил звание её профессора. Хундризер создавал преимущественно статуи для площадей и крупных зданий.
Сын Эмиля Хундризера Ганс Хундризер также стал скульптором.

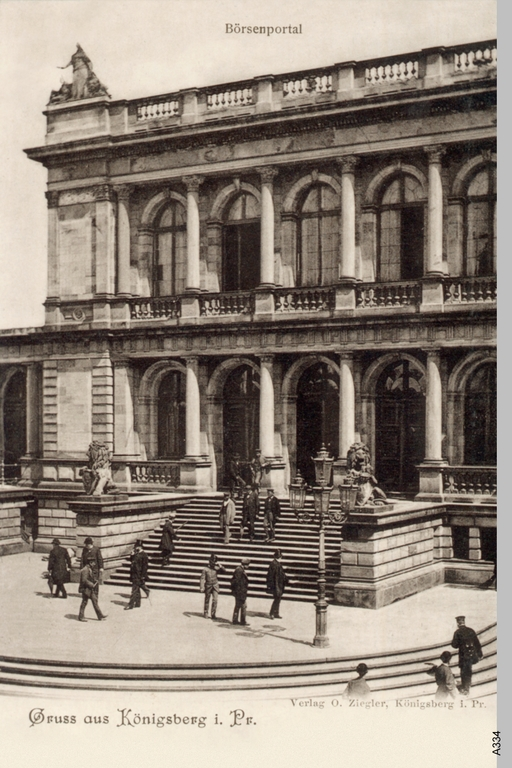
Фасад Кёнигсбергской фондовой биржи (ныне Калининградский областной музей изобразительных искусств)

## Основные работы
- Рельеф «Рейн-Майн» на главном фасаде Старой оперы во Франкфурте-на-Майне, 1880
- Мемориал Мартина Лютера в Магдебурге , 1886
- Проект мемориала кайзера Вильгельма I «Немецкий угол», 1893
- «Беролина», первоначально в гипсе на Потсдамской площади, затем на Александерплац в Берлине, 1894, во время Второй мировой войны утрачена
- Прометей (фонтан), Берлин, 1901
- Конная статуя кайзера Вильгельма I в Бад-Франкенхаузен-Кифхойзер, 1896
- Бюст Якоба Гримма, музей в Хальденслебене
- Мраморная статуя королевы Луизы в Бад-Пирмонт
- Памятник канцлеру Отто фон Бисмарку в Любеке, 1903
- Четыре аллегорические фигуры для моста в Магдебурге
- Символические фигуры четырёх континентов (Европа, Азия, Африка, Америка) на крыше (утрачены после Второй мировой войны) и две фигуры львов из песчаника на лестнице (сохранились) Кёнигсбергской фондовой биржи, 1875